# Bombele
Bombele (ou Bombelle) est un village du Cameroun situé dans le département de la Meme et la Région du Sud-Ouest. Il fait partie de la commune de Mbonge.

## Population
On y a dénombré 239 personnes en 1953, puis 402 en 1967, pour la plupart des Mbonge, du groupe Oroko.
Lors du recensement national de 2005, la localité comptait 924 habitants.